# Gilak pustynny
Gilak pustynny (Bucanetes githagineus) – gatunek małego ptaka z rodziny łuszczakowatych (Fringillidae). Występuje od północnej Afryki przez basen Morza Śródziemnego i Bliski Wschód po Pakistan. Raz stwierdzony w Polsce. Nie jest zagrożony wyginięciem.

## Systematyka
Po raz pierwszy gatunek opisał Martin Lichtenstein w 1823 na podstawie holotypu z Deram w górnym Egipcie. Nadał mu nazwę Fringilla githaginea. Obecnie (2023) Międzynarodowy Komitet Ornitologiczny umieszcza gilaka pustynnego w rodzaju Bucanetes; wyróżnia 4 podgatunki. Niektórzy autorzy umieszczali gilaka pustynnego w rodzaju Rhodopechys albo Carpodacus. Niektórzy autorzy włączają do rodzaju Bucanetes również gilaka mongolskiego (Eremopsaltria mongolica).

## Morfologia

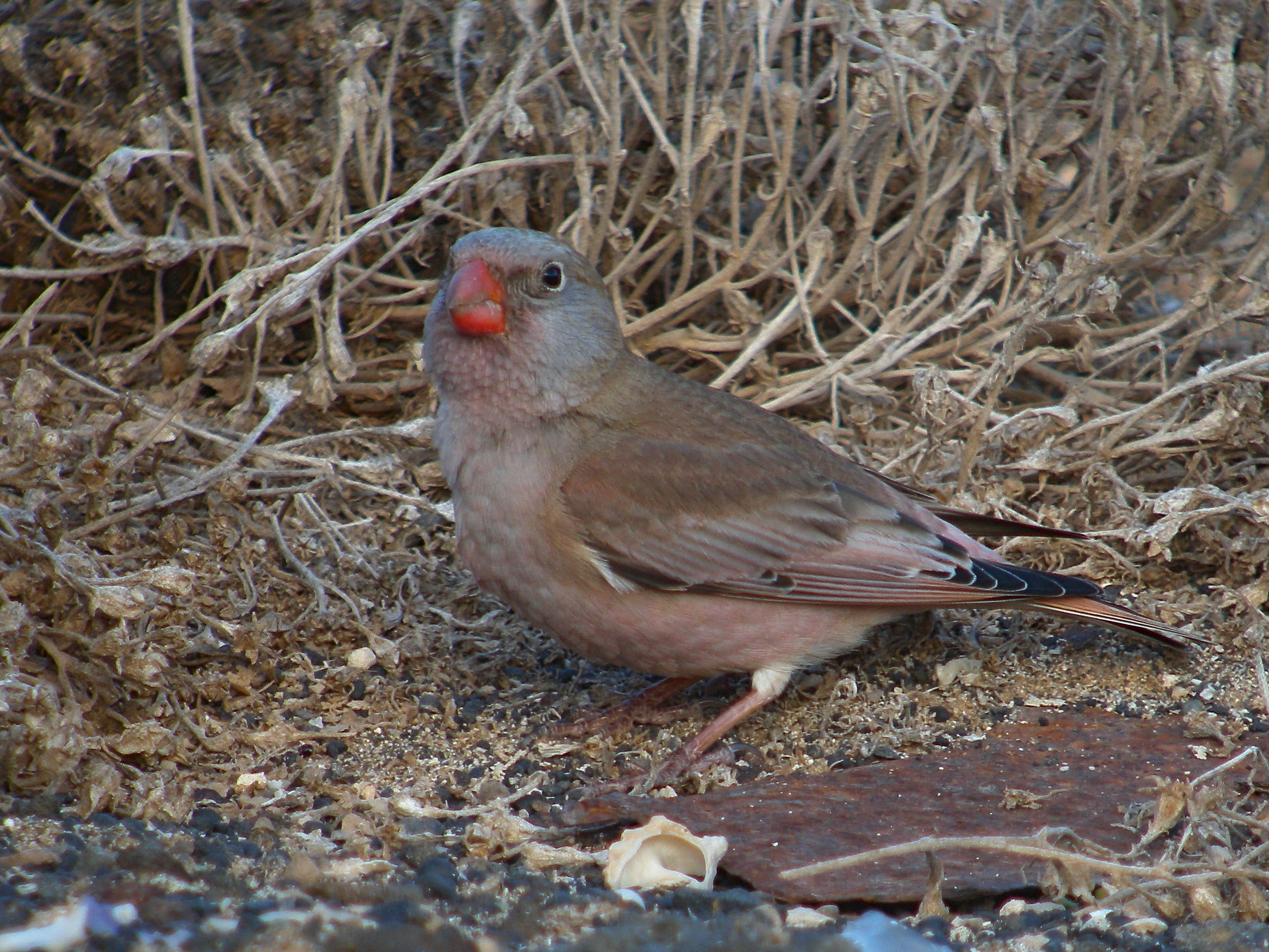
Samiec w szacie godowej (Lanzarote)

Długość ciała 12,5–15 cm, rozpiętość skrzydeł wynosi 25–28 cm, masa ciała 16–25 g.
W szacie godowej u samca występuje czerwony dziób, szara głowa i ciemna przepaska na skrzydła. Spód ciała i sterówki mają czerwonoróżowy nalot. W szacie spoczynkowej samce jaśniejsze, podobnie jak samice.

## Podgatunki i zasięg występowania
Wyróżnia się cztery podgatunki B. githagineus, które zamieszkują:
- B. g. amantum – środkowe i wschodnie Wyspy Kanaryjskie.
- B. g. zedlitzi – południowa Hiszpania, północno-zachodnia i północno-środkowa Afryka.
- B. g. githagineus – Egipt, północno-środkowy i północno-wschodni Sudan.
- B. g. crassirostris – część populacji wędrowna. Tereny lęgowe znajdują się w południowej i wschodniej Turcji, w Armenii, Azerbejdżanie, we wschodnim Libanie, centralnej Syrii, południowym i wschodnim Izraelu, w Jordanii, na Synaju, w południowym Iraku, Kuwejcie, Półwyspie Arabskim i dalej od Iranu na wschód po Turkmenistan, Uzbekistan, Afganistan oraz północny i zachodni Pakistan. Zimowiska znajdują się także w południowym Pakistanie i północno-zachodnich Indiach[5].

W Polsce po raz pierwszy zaobserwowano go 15 maja 2022 roku we Wrocance w powiecie krośnieńskim (woj. podkarpackie); Komisja Faunistyczna Sekcji Ornitologicznej Polskiego Towarzystwa Zoologicznego zaakceptowała to stwierdzenie i wciągnęła gilaka pustynnego na Listę awifauny krajowej.

## Ekologia i zachowanie

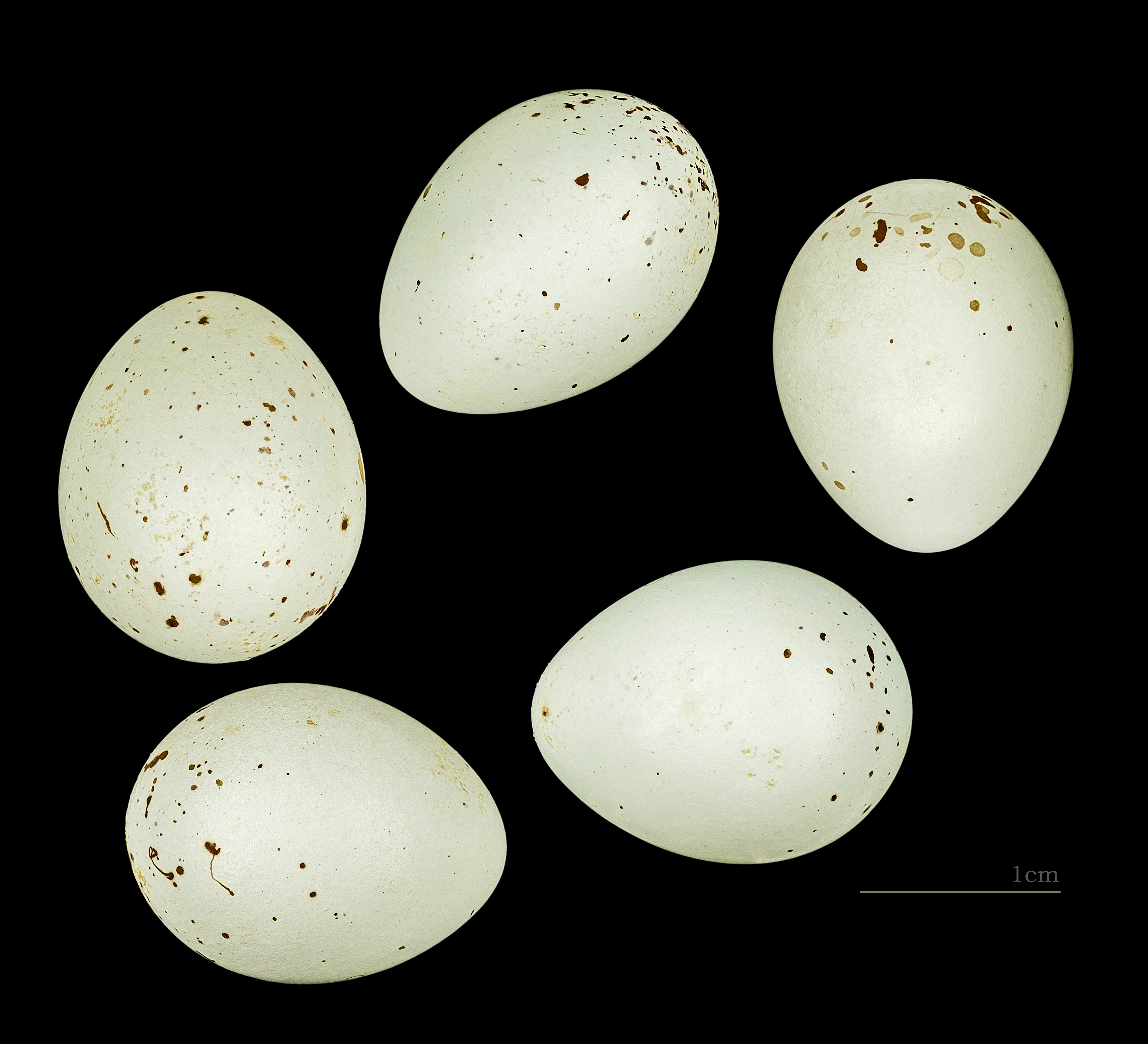
Jaja z kolekcji muzealnej

Środowiskiem życia gilaków pustynnych są suche i kamieniste tereny oraz półpustynie. W Europie łuszczaki te zamieszkują obszary bezdrzewne, pokryte jedynie rzadko rozmieszczonymi krzewami, w tym podatne na erozję nieużytki. Na Wyspach Kanaryjskich gnieżdżą się również na piaszczystych równinach porośniętych halofitami i kserofitami. Najłatwiej zaobserwować gilaki pustynne przy wodopojach, bowiem żerujące na ziemi osobniki trudno dostrzec. Głos tych ptaków przypomina dziecięcą trąbkę.
Żywią się głównie niewielkimi nasionami, świeżymi listkami i pączkami traw, do tego zjadają nieco owadów i ich larwy, głównie prostoskrzydłe.
Okres lęgowy trwa od lutego do czerwca. Gilaki pustynne są monogamiczne. Gniazdo buduje wyłącznie samica; jest ono luźną strukturą z gałązek, łodyg roślin, puchu i innych włókien roślinnych, traw, sierści i niekiedy piór. Ulokowane jest w płytkim dołku w ziemi, pod osłoną skały, krzewu lub kępy trawy lub do 6 m nad ziemią w rurze, ścianie budynku, ruinach lub starym grobowcu. Zniesienie liczy od 4 do 6 jaj.

## Status i ochrona
IUCN uznaje gilaka pustynnego za gatunek najmniejszej troski (LC, Least Concern) nieprzerwanie od 1988 (stan w 2022). W 2015 roku organizacja BirdLife International szacowała liczebność populacji europejskiej wraz z całą Turcją i krajami Kaukazu Południowego na 10 500 – 21 400 par lęgowych. Ze względu na brak dowodów na spadki liczebności bądź istotne zagrożenia dla gatunku BirdLife International ocenia globalny trend liczebności populacji jako prawdopodobnie stabilny, ale liczebność populacji europejskiej spada.
Na terenie Polski gilak pustynny jest objęty ścisłą ochroną gatunkową jako gatunek występujący naturalnie na terytorium Unii Europejskiej.